# Fitch Ratings
Fitch Ratings is een Amerikaanse kredietbeoordelaar en behoort met Moody's en Standard & Poor's tot de belangrijkste spelers in obligatierating.
Het bedrijf is onderdeel van de Fitch Group, die merendeels in handen is van FIMALAC. Fitch heeft hoofdkantoren in New York en Londen en werd op 24 december 1913 opgericht door John Knowles Fitch. In 1997 ging het een fusie aan met IBCA Limited uit Londen.